# Leptosphaeria
Лептосферія (Leptosphaeria) — рід грибів родини Leptosphaeriaceae. Назва вперше опублікована 1863 року.

## Опис
Рід лептосферія налічує близько 200 видів. Переважна більшість його представників розвиваються на відмерлих частинах (стеблах і гілочках) різних трав'янистих рослин. В результаті життєдіяльності грибів роду лептосферія відбувається розкладання трав'янистих залишків. Представники цього роду зустрічаються в найрізноманітніших екосистемах у всіх кліматичних зонах земної кулі. У зв'язку з цим вони мають неабияке значення в житті відповідних рослинних угруповань і біогеоценозів в цілому, так як сприяють часткової мінералізації залишків трав'янистих рослин.

## Гелерея

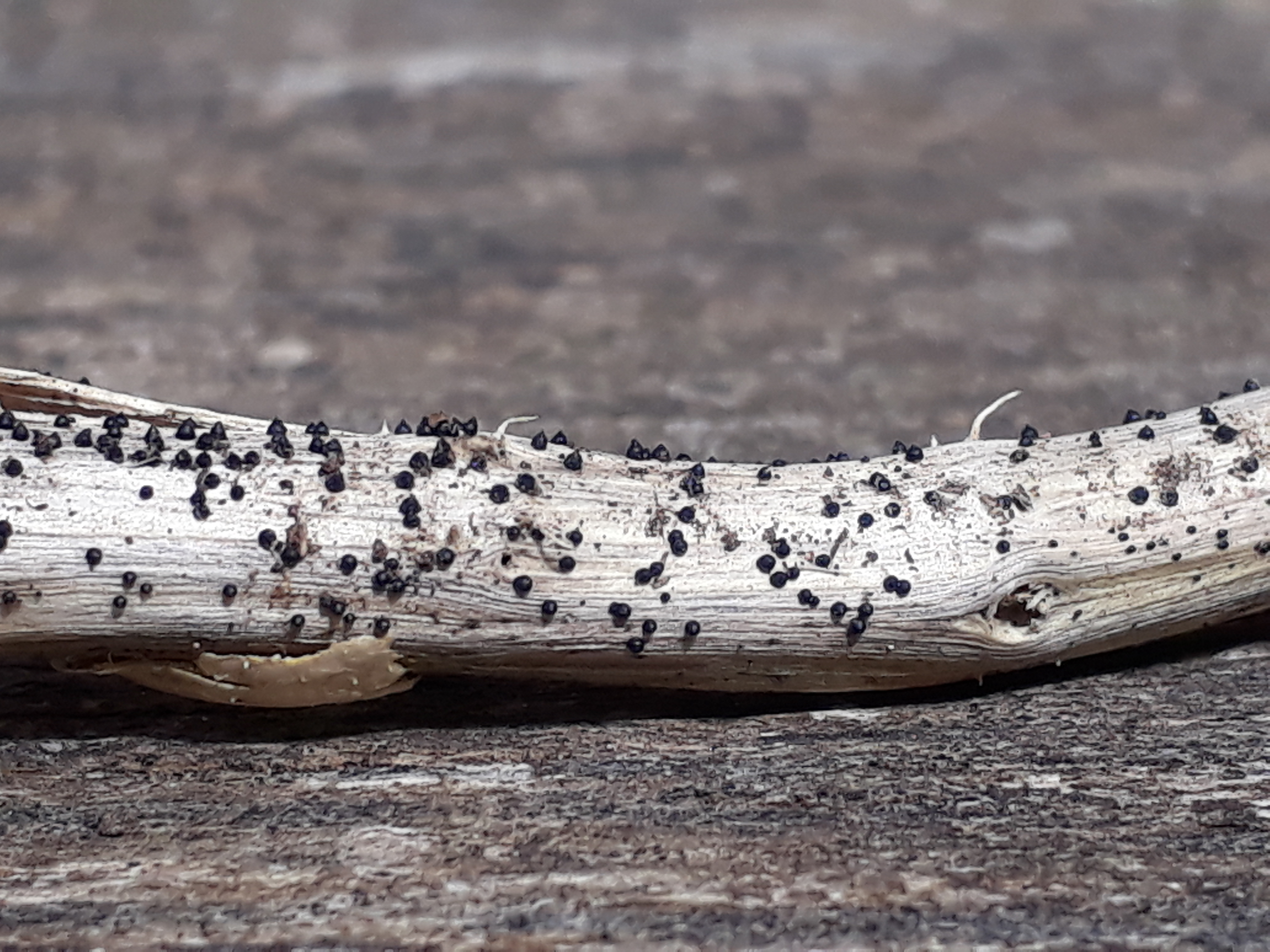
Leptosphaeria acuta
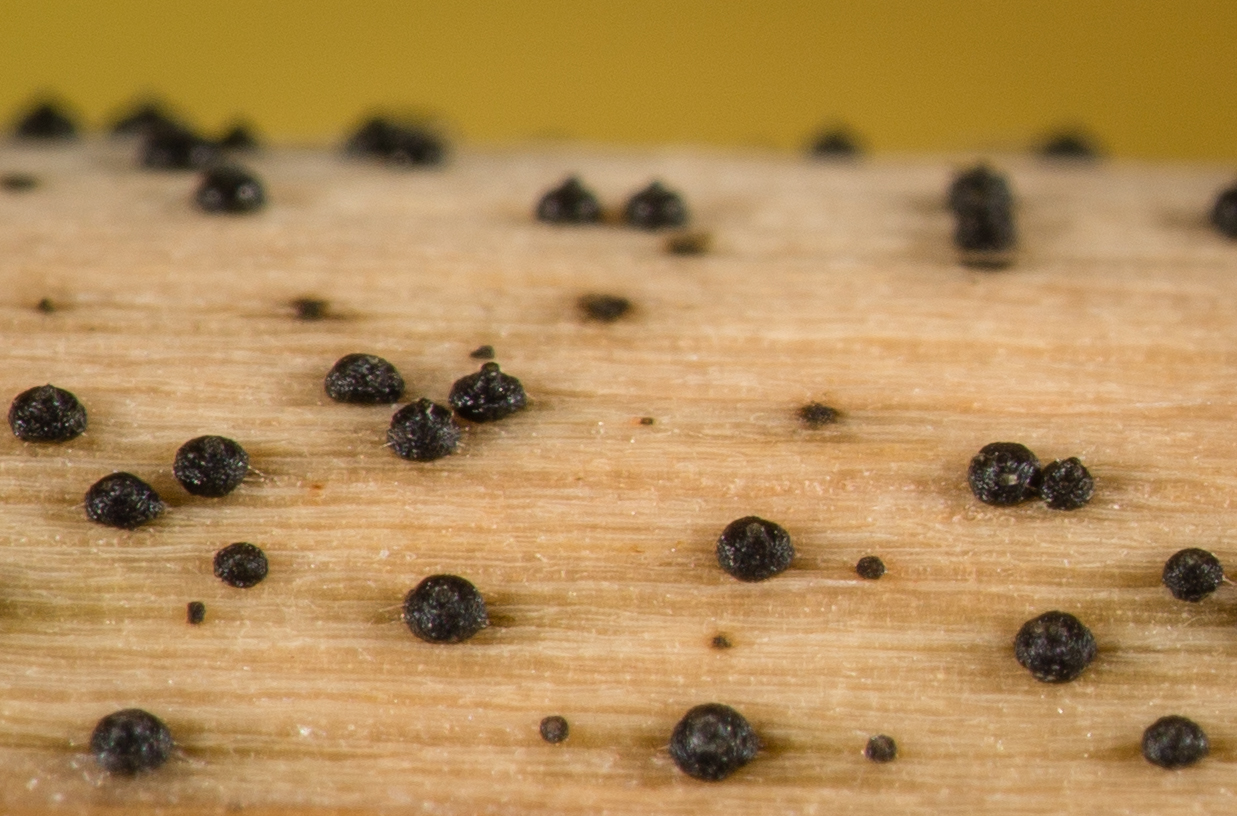
Leptosphaeria doliolum